# 新義州集中營
40°03′41″N 124°24′37″E / 40.06138°N 124.410145°E
新義州集中營，又稱9號營。位於朝鮮民主主義人民共和國平安北道的新義州，是一座對囚犯實行再教育的勞改營。它大約關押2500名囚犯。